# Далвортингтон Гарденс (Тексас)
Далвортингтон Гарденс (енгл. Dalworthington Gardens) град је у америчкој савезној држави Тексас. По попису становништва из 2010. у њему је живело 2.259 становника.

## Демографија
Према попису становништва из 2010. у граду је живело 2.259 становника, што је 73 (3,3%) становника више него 2000. године.
| Група             | 2000.         | 2010.         |
| Белци             | 1.893 (86,6%) | 1.738 (76,9%) |
| Афроамериканци    | 133 (6,1%)    | 171 (7,6%)    |
| Азијати           | 34 (1,6%)     | 116 (5,1%)    |
| Хиспаноамериканци | 83 (3,8%)     | 151 (6,7%)    |
| Укупно            | 2.186         | 2.259         |